# Esztergomi mise

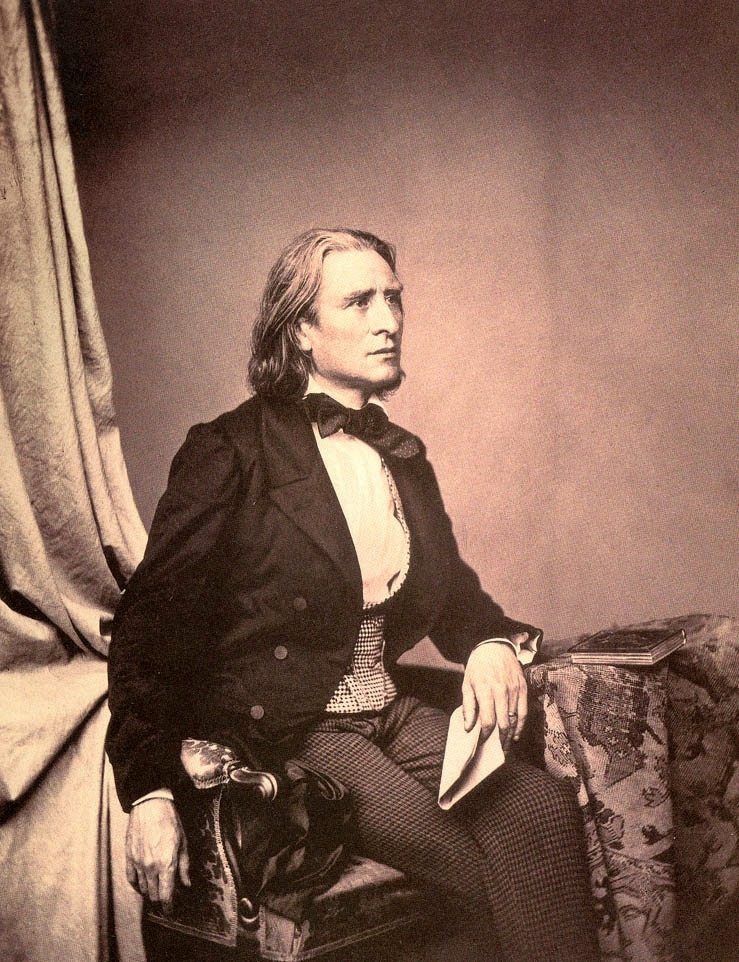
Liszt 1858-ban

Az Esztergomi mise (Missa Solennis zur Einweihung der Basilika in Gran) Liszt Ferenc egyházzenei alkotása. 1855-ben komponálta és 1856. augusztus 31-én, az esztergomi bazilika felszentelésekor mutatták be. Az első változat nyomtatásban 1859-ben jelent meg Bécsben. A mise műjegyzékszáma: S.9.

## A mű születése
Az Esztergomi mise megszületésében két tényező játszott fontos szerepet. Egyrészt Liszt siralmasnak tartotta az európai egyházi zene állapotát, gyakorlatát, ezért már fiatalkora óta meg akarta reformálni a vallásos zenét. Másrészt magyarságát azzal szerette volna legszívesebben kimutatni, hogy misét komponál magyar felkérésre. Ez utóbbira már 1846-ban sor kerülhetett volna, amikor egy pécsi hangversenye után az akkor pécsi püspök, Scitovszky János kérte meg a székesegyház újraszentelésére egy ünnepi mise megírására. Ez akkor nem valósult meg, de amikor Esztergomban az új székesegyház avatására készültek, Liszt maga ajánlkozott, és legjobb magyar barátjához, Augusz Antalhoz fordult segítségért. Az ő közbenjárására rendelte meg 1855 februárjában az akkor már esztergomi érsek Scitovszky az avatásra az ünnepi misét. Liszt azonnal munkához látott, és olyan gyorsan haladt a komponálással, hogy május 2-án már azt írta Wagnernek, hogy el is készült művével.
A felkérésnek azonban számos befolyásos ellenzője is volt (élükön az addig barátnak hitt Festetics Leó gróf), akik minden megtettek a megrendelés visszavonására, a bemutató megakadályozására. Liszt boldog volt a felkérés miatt, de amikor tudomást szerzett az ellenzők tevékenységéről, elkeseredett. 1855. június 3-án kelt, az érseknek írt levelében megköszönte a felkérést, de nem tudta elhallgatni mélységes csalódottságát sem, amiért a mise bemutatását egyesek meg akarják akadályozni. Az ellenzők – anélkül, hogy ismertek volna a miséből valamit is – túl hosszúnak ítélték (Beethoven Missa solemnise kétórás, Liszté egyórás lett), aztán túl világiasnak (a maradiak emiatt még Haydn és Mozart miséit is támadták), ugyanakkor dallamtalannak, értelmetlennek, előadhatatlanul nehéznek gondolták. Az egész ügy mögött egyrészt a – nem csak magyar, de európai körökben is létező – Wagner–Liszt-ellenességről, a „jövő zenéje” elleni támadásokról, másrészt egyesek által a Liszt zeneszerző kvalitásait el nem ismerésről van szó. Az ellentábor aknamunkája egy ideig sikeresnek is tűnt, és úgy látszott, hogy Seyler Károly esztergomi karnagy alkalmi művét fogják előadni. Liszt keserűen írta a hercegprímásnak 1856. július 8-án: „Az a hír, hogy az Eminenciád kegyes megbízásából, az esztergomi dóm felszentelésére írott misémet nem adják elő, számomra épp oly meglepő volt, mint amilyen szomorú. Függetlenül attól, hogy ilyen módon megfosztanak a megtisztelő feladattól, ezzel a magatartással engem, a nyilvánosság előtt, rendkívül érzékenyen érintő, művészi célkitűzéseimet és eredményeimet illető bírálat ér, úgy hiszem, érdemtelenül.”
Augusz azonban ismét közbelépett, és úgy döntöttek, mégis bemutatják Liszt miséjét. Az elkészült művel maga Liszt is elégedett volt, amit meg is írt lányának, Cosimának, 1856. november 11-én: „A minap, amikor gondosan revideáltam ezt a munkát, szándékom ellenére olyan magasra értékeltem, mint Oronte a maga szonettjét, vállalom tehát azt a véleményemet, hogy a misém nagyon katolikus és nagyon jó.” A mű kvalitásait nemcsak Liszt, de a magyar közönség is kedvezően ítélte meg, mi több, a Pesten, a Nemzeti Múzeum dísztermében, augusztus 26-án és 27-én tartott nyilvános főpróbákat követően egyöntetű volt a lelkesedés. A Hölgyfutár már augusztus 27-én így írt: „A Múzeum nagy terme igen kicsiny leend. Mindenki óhajtó hallani e nagyszerű szerzeményt, mely valóban méltó világhírű költője nevéhez. A Credo-rész legnagyobb hatású volt, […] egész új modorú egyházi zeneszerzemény. […] Operai tagjaink […] közreműködésével s a jeles zenekarral Liszt is meg volt elégedve; ki mint egy átmelegült csatavezér szenvedéllyel, nemes tűzzel intézte a végrehajtás sorát. Azon két alaptalanul koholt vádat, hogy ti. e mise nagyon világias szellemű, s hogy igen sokáig tart, e tegnapi főpróba az egész közönség előtt megsemmisíté.” A Pesti Napló az ellenzők véleményére reagált: „Most még legyen szabad azok ellenében, kik azt állították, hogy e mise nálunk kivihetetlen, megjegyeznünk, miként az eredmény őket megcáfoló. Liszt pesti ellenei a mű nagyszerűsége, styljének magasztossága előtt meg fognak törpülni, s mi ez alkalommal is örömünket fejezzük ki, hogy az oly otrombául szőtt fondorlatoknak nem sikerült Magyarország nagy ünnepélyét egyik fénypontjától, e misétől megfosztani.”

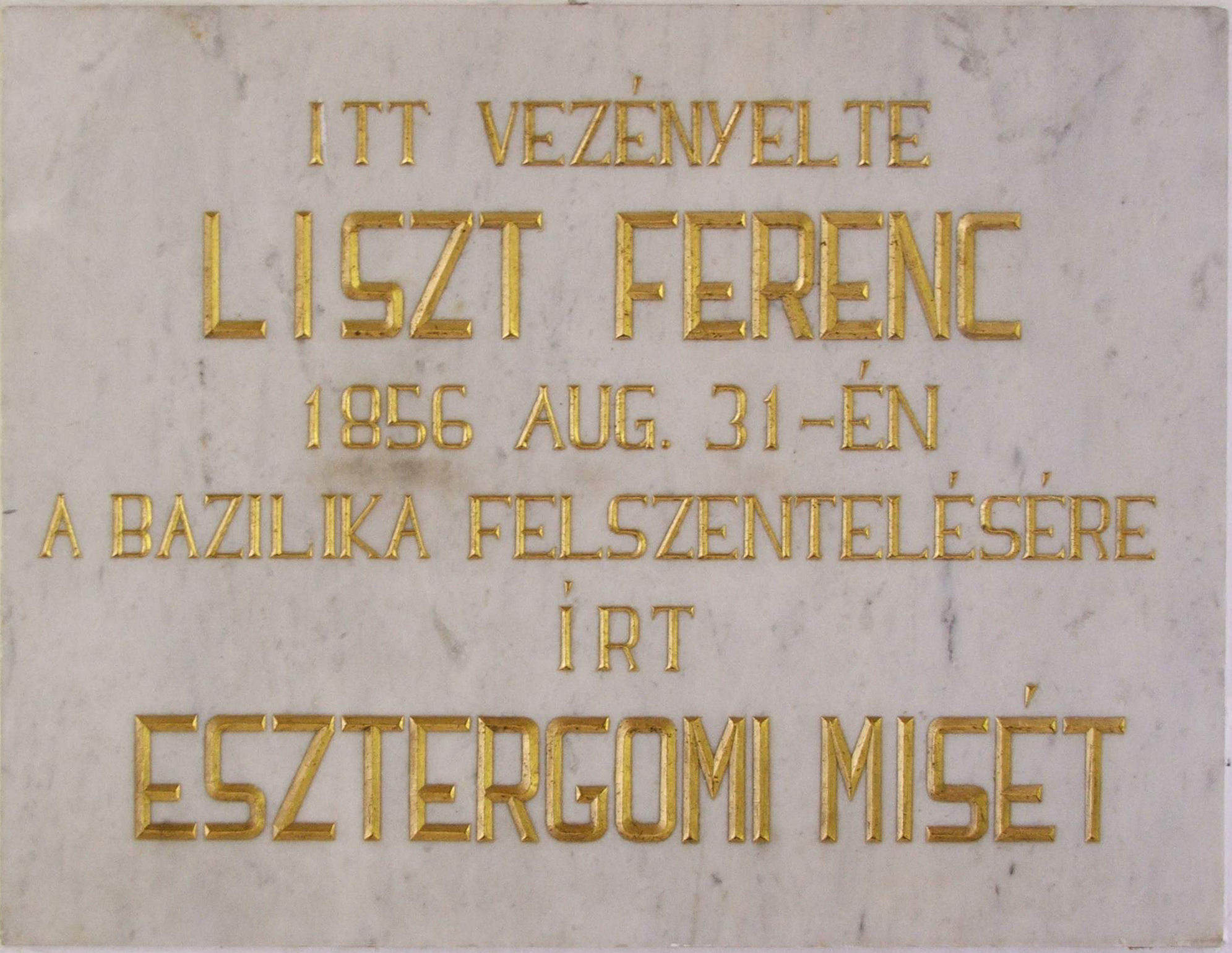
Liszt Ferenc emléktáblája az esztergomi bazilikában

Az esztergomi székesegyház felszentelése 1856. augusztus 31-én volt, ekkor volt Liszt miséjének az ősbemutatója. A Nemzeti Színház ének- és zenekarát Liszt vezényelte, és a zenekarban a nagybőgő szólamot – Liszt iránti tiszteletből – Mosonyi Mihály játszotta. Ismertek az énekes szólisták is: Ernstné Kaiser Jozefin szoprán, Ellingerné Engst Teréz alt, Jekelfalusi Albert tenor, Kőszeghi Károly basszus. A bemutató után a német nyelvű Pester Lloyd (amely a későbbiekben a Liszt-ellenesek szócsöve lett) így írt: „A művésznek és a művészetnek végül igazságot szolgáltattak, örüljünk, s legyünk nagylelkűek az ellenféllel, annál is inkább, minthogy Liszt fényes, dicsőséges sikere amúgy is elég büntetés a számára.”
Maga Liszt nem volt teljesen elégedett a bemutatóval, a templom akusztikája ugyanis nagyon rossz volt. Annál jobban sikerült a szeptember 4-ei előadás a pesti Belvárosi templomban, ugyanazokkal az előadókkal, csak a karmester volt Engeszer Mátyás. Ez már „sokkal jobban hangzott, mint Esztergomban, az előadók jobb díszpozícióban tolmácsolták, mélyebbre hatoltak értelmezésében. Az előadás csodálatos megindulást keltett, sokan sírtak…” – írta másnap Wittgenstein hercegnének.
Az Esztergomi mise eredeti partitúrája (és alatta a zongorakivonat) 1859-ben jelent meg nyomtatásban a bécsi császári és királyi állami nyomda gondozásában, államköltségen. Érdekesség, hogy a mű kiadására szóló utasítást Alexander Bach belügyminiszter adta ki, amiért Liszt hálával és rokonszenvvel gondolt a Magyarországon egyébként gyűlölt politikusra. Az Esztergomi mise anyagán Liszt később számos változtatást hajtott végre, ezek a kiadások a lipcsei Schubert kiadónál jelentek meg 1871-ben és 1874-ben.

## A mű utóélete
Liszt szerette volna, ha a misét a római Szent Péter-bazilikában is bemutathatja. Ezért a díszes partitúrát elküldte IX. Piusz pápának, aki hálából Nagy Szent Gergely-érdemrenddel tüntette ki. Liszt átdolgozta a művét a Szent Péter-bazilika adottságainak megfelelően, a zenekar helyett csak orgonát, csellót és bőgőt alkalmazott, de mégsem adták elő. Ez az ún. vatikáni változat sokáig elveszettnek tűnt, mígnem Ács József eschweileri orgonaművész megtalálta, és 2007-ben – saját kiadásban – megjelentette a helyi Liszt Társaság 25 éves évfordulójára, 2007. október 26-án pedig bemutatta Eschweilerben, a Szent Péter és Pál-templomban. Ezt a változatot Magyarországon is ő mutatta be 2008. augusztus 24-én, az esztergomi székesegyházban. A budapesti bemutató másnap, 2008. augusztus 25-én volt a Belvárosi Főplébánia-templomban, ahol Virágh András vezényelt, Ács József ezúttal az orgonánál ült.
A vatikáni bemutató elmaradt ugyan, de 1866. március 15-én előadták a párizsi St. Eustache-templomban. Liszt azt remélte, hogy abban a városban, ahol rajongott előadóművésszé érett, elismerik zeneszerzőként is. A zeneileg műveletlen francia fővárosban azonban az eredmény hatalmas bukás volt. Liszt nagyot csalódott Párizsban, korábbi barátaiban, még Berlioz is ellene fordult. Pedig csak a körülmények voltak alkalmatlanok: a nehéz női szólamokat fiúkkal énekeltették, az előadást folyton megzavarta a kivezényelt katonaság, a harsogó vezényszavak és a dobpergés templomba nem illő zaja. Ehhez társult még a sajtó támadása, amely Lisztet gúnyolva pojácának nevezte, aki hol magyar díszkarddal, hol abbéruhájával akarja a figyelmet fenntartani maga iránt. Párizs végül még az utolsó pillanatban, 1886. március 25-én és április 7-én adott elégtételt a mesternek az ugyanabban a templomban, Edouard Colonne vezényelte, jó és sikeres előadással.

## A zene
„Az Esztergomi mise Liszt alkotói delelőjének, a weimari korszaknak egyik kiemelkedő, fantázia-, érzelem- és ötletgazdag, mesterien összefogott, kiforrott és egységes stílusú kompozíciója. Méltó társa e korszak nagy szimfonikus, zongora- és versenyműveinek. Sőt […] jó részüknél még nagyobb műgonddal, őszinte odaadással íródott…” – írja Hamburger Klára. Visszautalva a Liszt megbízását, a mű bemutatását ellenzők érveire, az Esztergomi mise valóban újszerűséget hozott az egyházi zene addigi történetében. Liszt a miséjében tudatosan alkalmazott teátrális momentumokat, „becsempészte” az egyházi zenébe a wagneri harmóniavilágot és vezérmotívum-elvet is. Mindemellett folyamatosan alkalmazza a rá annyira jellemző metamorfózis technikát is.
A mise hat tételből áll, amelyeket Liszt – szokásának megfelelően – több vissza-visszatérő tematikus anyaggal kapcsol egybe. Ezek közül a legfontosabb, mintegy a „vezérmotívum” szerepet betöltő, dallamos, dolce espressivo téma, ami már a Kyrie tételben bemutatkozik, majd a Gloriában, a Benedictusban és az Agnus Deiben is visszatér.
A mise előadói apparátusa: szoprán, alt, tenor, basszus szóló, négyszólamú vegyeskar; a zenekar összeállítása: két fuvola, két oboa, két klarinét, két fagott, négy kürt, két trombita, két tenorharsona, basszusharsona, tuba, üstdob, nagydob, cintányér, hárfa, orgona, vonósok.
1. Kyrie
A tétel háromrészes, szövege magyarul Az uram irgalmazz könyörgést tartalmazza. A „Kyrie eleison” szövegű első rész után a középső részben jelenik meg a fentebb említett főtéma, bensőséges, egyéni hangon, csellón, fafúvósokon, majd a „Christe eleison” szöveggel a tenor szóló énekel egy rövid dallamot (ez a dallam a Christe szakasz alapja, de ez az egész mise visszatérő vezérmotívumainak egyike is). A visszatérő első szakasz emelkedett hangú könyörgés, a teljes zenekar, énekkar és szólókvartett előadásában.
2. Gloria
Ez is háromrészes, a két hatalmas szélső rész a Gloria és fanfár anyagból, illetve a végén zárófúga szó-lá-dó témájából szövődnek (a szó-lá-dó motívum Liszt híres kereszt-motívuma, sok más művében is előfordul, ugyanezzel a jelentéssel). Közöttük helyezkedik el az igen rövid középső „Qui tollis” szakasz. A tétel nagy Amen-kódával ér véget.
3. Credo
A Credo a mise leghosszabb tétele, sok szakaszból épül. Szövege a terjedelmes Hiszek egy Istenben, mindenható Atyában kezdetű ima. Tulajdonképpen monotematikus tétel, melyben a Credo-téma szinte mindenütt jelen van. A tétel egységes szerkezetű, ugyanakkor változatos és szuggesztív is, mert Liszt a dogmatikus jellegű szöveg zenei feldolgozásában megteremtette erre a lehetőséget. A tétel befejezése, a tercrokon-kadencia, a tétel leghíresebb része. Az „et vitam venturi saeculi” szavakra Liszt egymástól nagy- és kisterc távolságra levő dúrakkordok láncolatával zárja a tételt: C-dúr–Asz-dúr–E-dúr–Desz-dúr–C-dúr, mégpedig háromszor is, ami valóságos térhatást kelt a hallgatóban.
4. Sanctus, 5. Benedictus
A Sanctus és a Benedictus tételek – már csak ujjongó, dicsőítő szövegük miatt is – összefüggnek egymással. A szöveg: „Szent, szent, szent a seregek ura, Istene. Tele van az ég és föld a te dicsőségeddel. Hozsánna a magasságban. Áldott, ki az Úr nevében jő. Hozsánna a magasságban.” Mindkettő háromtagú, triós szerkezetet alkot, a Benedictus triója után visszatér a Sanctus utolsó része, hogy a végén hozsannával fejeződjön be. A Benedictusban csak a szólisták énekelnek, az áttetsző kíséretet a fafúvók, a szóló kürt és a vonósok adják.
6. Agnus Dei
Az utolsó tétel két részből áll: az első rész az „Agnus Dei” és a „Dona nobis pacem” a vezérmotívumból épül, a második az előző tételek anyagából idéz, a tétel zárórésze – mintegy a hit erejét hirdetve – a Credo-témából épül.